# 송윤수
송윤수(1995년 12월 10일 ~)는 컴파운드를 주종목으로 하고 있는 대한민국의 양궁선수이다. 

## 학력
- 한일장신대학교